# Gli ultimi romantici
Gli ultimi romantici è un singolo del cantante italiano Eros Ramazzotti, pubblicato il 25 novembre 2022 come terzo estratto dal quindicesimo album in studio Battito infinito.

## Video musicale
Il video, diretto da Andrey Francis è stato pubblicato il 21 novembre 2022.

## Tracce
1. Gli ultimi romantici – 3:29